# Episodi di Miraculous - Le storie di Ladybug e Chat Noir (sesta stagione)
La sesta stagione della serie animata Miraculous - Le storie di Ladybug e Chat Noir, composta da 26 episodi viene trasmessa in prima visione mondiale dal 24 gennaio 2025 in Brasile. In Francia è trasmessa dall'emittente televisiva TF1 dal 23 marzo 2025.
Gli episodi sono diretti da Thomas Astruc e Wilfried Pain.
| n. | Titolo originale  | Titolo italiano | Prima TV mondiale                                 | Prima TV Francia         | Prima TV Italia | Cod. Prod. |
| -- | ----------------- | --------------- | ------------------------------------------------- | ------------------------ | --------------- | ---------- |
| 1  | Dessinatriste     |                 | 24 gennaio 2025 (Brasile su Gloob)                | 23 marzo 2025            |                 | 602        |
| 2  | Sublimation       |                 | 31 gennaio 2025 (Brasile su Gloob)                | 23 marzo 2025            | 603             |            |
| 3  | Papys Garous      |                 | 7 febbraio 2025 (Brasile su Gloob)                | 30 marzo 2025            | 605             |            |
| 4  | Daddycop          |                 | 8 febbraio 2025 (Stati Uniti su Disney Channel)   | 6 aprile 2025            | 604             |            |
| 5  | Revelator         |                 | 21 marzo 2025 (Brasile su Gloob)                  | 13 aprile 2025           | 611             |            |
| 6  | Climatiqueen      |                 | 16 aprile 2025 (su TF1+)                          | 16 aprile 2025 (su TF1+) | 601             |            |
| 7  | El Toro de Piedra |                 | 23 aprile 2025 (su TF1+)                          | 23 aprile 2025 (su TF1+) | 607             |            |
| 8  | La Redresseuse    |                 | 30 aprile 2025 (su TF1+)                          | 30 aprile 2025 (su TF1+) | 615             |            |
| 9  | Monsieur Agreste  |                 | 27 settembre 2025 (Stati Uniti su Disney Channel) |                          | 609             |            |

## Papys Garous
- Titolo originale: Papys Garous
- Scritto da: Thomas Astruc e Sébastien Thibaudeau
- Storyboard: Manon Desveaux, Sylvie Tang, Jérémy Paoletti e Valentin Lucas

### Trama
Durante un flashback, Adrien quando era un bambino parla con sua madre a letto mentre sfogliano insieme un album di famiglia, quest'ultima dice al figlio perché non può conoscere i nonni. Sentendo dire che ultimamente i genitori della madre non le vogliono molto bene esprime la convinzione che anche suo padre non gli voglia bene, poiché è sempre assente da casa, ma Émilie lo assicura dicendo che non è così e che le sue continue assenze in realtà sono per cercare una cura alla sua malattia. Nel presente Nathalie riceve una chiamata dai nonni materni di Adrien e così organizza un incontro per farli incontrare. Alla riunione oltre ai nonni materni, Lady Milly e Lord Emil Graham De Vanily di Westchestermunster, genitori di Émilie e Amélie, vengono invitati anche i nonni paterni, Gabrielle e Johnny Grassette, due motociclisti, genitori di Gabriel che gestiscono una frittataggitoria. Comprensibilmente nervosa, Marinette decide di accompagnarlo all'incontro travestita da cameriera. I nonni materni, principalmente Emil, vogliono ottenere l'affidamento di Adrien per portarlo in Inghilterra e farlo crescere come un nobile, mentre i nonni paterni preferirebbero che conducesse una vita più semplice e rilassata con loro. A causa di una serie di eventi che coinvolgono Marinette e Plagg (attirato dal piatto cucinato da Johnny), l'incontro degenera rapidamente. Milly, esasperata dal carattere scorbutico e maschilista del marito, sottrae ad Adrien gli anelli di famiglia e viene akumizzata in Ringmaster, trasformando Emil e Johnny nei lupi mannari, i Nonni Mannari, e costringendoli a combattere tra di loro per la custodia del nipote, che nel frattempo viene intrappolato in un enorme trofeo. Ladybug riesce a sconfiggerli da sola, e seppur riluttante, distrugge gli anelli per purificare l'Ultrakuma, facendo attenzione a non intaccare l'Amok di Adrien che stranamente non esce fuori. Poco prima di ritrasformarsi, Ladybug regala a Milly un Magical Charm per poi andarsene; Marinette suggerisce ad Adrien di scegliere da solo cosa vuole e lui decide di continuare a vivere la sua vita a Parigi con Nathalie, che lo ama come un figlio ed è diventata la sua tutrice legale, con la promessa di andare a trovare entrambi i nonni durante le vacanze. Sia i Graham De Vanily che i Grassette accettano la decisione, e tutti insieme trascorrono una giornata fuori mangiando patatine fritte dal ristomobile dei Grassette. Il flashback si conclude con un Adrien ragazzino, felice per il ritorno di suo padre e di Nathalie da un safari alla ricerca delle cure per Émilie. Intanto, quest'ultima, sebbene cagionevole di salute, osserva con un sorriso il figlio mentre parla con Nathalie.

## Climatiqueen
- Titolo originale: Climatiqueen
- Scritto da: Thomas Astruc e Sébastien Thibaudeau
- Storyboard: Joanna Celse, Louise Reynaud, Jérémy Paoletti e Céline Foriscetti

### Trama
Adrien si sta ancora abituando alla realtà che suo padre è morto e non sa cosa fare, poiché è stato Gabriel a decidere le sue attività, non ha niente che lo appassioni. Nathalie lo invita a decidere da solo a fare qualsiasi cosa lo renda felice. Mentre Marinette, da quando è diventata ufficialmente la fidanzata di Adrien, è inseguita dai giornalisti che voglio intervistarla per la sua relazione con Adrien. Marinette e Adrien vanno a scuola dove sta portando una vagonata di oggetti per le attività artistiche; durante il tragitto, Adrien le chiede se potrà mai trovare una passione come la sua, e Marinette gli promette che lo aiuterà a trovarne una. Intanto Chloè, che si è trasferita a Londra, ha indetto un concorso sul suo blog, la Bee Community in cui esaudirà il desiderio dell'utente il cui profilo abbia ottenuto più like e follower; le persone partecipano con entusiasmo. Tra i concorrenti c'è Aurore, il cui desiderio di avere il libro Meteo dallo Spazio con l'autografo di Claudie Kanté; purtroppo però ha ottenuto solo dislike da quando si è iscritta perché nessuno è interessato ai suoi video di meteorologia. La sua amica, Aglae, cerca di tirarla su di morale in modo che non rischi di essere akumizzata, ricordandole che bisogna restare fedeli ai propri principi, invece che mentire o creare drammi per ottenere popolarità. Purtroppo Aurore è determinata a ottenere quello che i follower desiderano e decide di puntare su Marinette e Adrien così inizia a postare foto di loro, proprio mentre Marinette sta cercando di aiutare Adrien a trovare un hobby. Le foto piacciono e questo fa salire Aurore, piano, piano in classifica. Adrien nonostante tutti i tentativi di provare le cose che piacciono a Marinette, non si sente di essersi appassionato, era felice di fare queste cose con lei, però da solo non saprebbe cosa fare perché non ha idea di che cosa gli possa piacere. A Marinette viene l'idea di provare le cose che sa fare lui, ma nemmeno questo funziona perché per Adrien sono soltanto interessi; Marinette, tuttavia, non si dà per vinta e decide di provare tutti i workshop della scuola. Nel frattempo, Aurore inizia a diffondere false voci secondo cui Marinette e Adrien stanno per rompere il che la fa salire di classifica, ma non abbastanza da essere al primo posto. Davanti alla frustrazione di non riuscire a ottenere quello che vuole, viene akumizzata da Chrysalis in Climatiqueen, una variante di Tempestosa, col potere di controllare il clima, ma anche di ottenere più persone che la seguono grazie a un raggio sparato dal suo ombrello. Marinette e Adrien si trasformano, e affrontano Climatiqueen e allo scadere del tempo risulta lei la vincitrice del concorso di Chloè. Visto che ha vinto, pensa di rifiutare l'Ultrakuma, ma Climatiqueen viene tentata da Chrysalis, che promette di farla diventare la regina dei social e ottenere più follower di Chloè, e lei accetta. Si dirige verso la Tour Eiffel, che funge da antenna per trasformare tutti gli abitanti di Parigi in suoi seguaci; i due eroi usano il potenziano spaziale, ma non è sufficiente, così chiamano Pegasus per raggiungerli prima di Climatiqueen. La strategia funziona e grazie al Cataclisma di Chat Noir disintegrano la Tour Eiffel e deakumizzano Climatiqueen. Sebbene abbia vinto il concorso, Aurore si pente delle sue azioni e che l'unica cosa che in realtà desiderava era il libro Meteo dallo Spazio; Ladybug le regala un Magical Charm ricordandole di non lasciare che gli altri la feriscano se sta seguendo ciò che la appassiona. Dopo la deakumizzazione, Aurore posta un video di scuse sul blog di Ladybug e riceve molti like tra i quali quello da parte di Claudie Kanté rendendola felice. Alla fine della giornata, Adrien non ha ancora trovato la sua passione, ma Marinette gli assicura che prima o poi la troverà. Tornando verso casa, Adrien invece di entrare, si mette a correre e di colpo viene affiancato da una ragazza di nome Sublime, che inizia a correre con lui.

## Sublimation
- Titolo originale: Sublimation
- Scritto da: Thomas Astruc, Jean-Rémy Perrin e Sébastien Thibaudeau
- Storyboard: Joanna Celse, Louise Reynaud, Sylvie Tang, Manon Desveaux, Jérémy Paoletti e Céline Foriscetti

### Trama
Marinette nota che Adrien ha una nuova amica, Sublime Bartlett, una talentuosa ragazza belga para-atleta, eccellente in ogni attività. Desiderosa di attirare la sua attenzione e far amicizia con lei, Marinette adotta comportamenti esagerati, che culminano nella rottura delle protesi di Sublime proprio il giorno di una gara di prova per battere il suo record. L'evento era fondamentale per essere scelta come atleta sponsorizzata da Bob Roth, ma vedendola cadere, quest'ultimo si convince di aver perso tempo e decide di non offrirle il suo supporto. A causa di questo, la madre di Sublime, Caroline, viene akumizzata da Chrysalis e si trasforma in Sublimazione, con il potere di far diventare chiunque la versione migliore di sé stesso. Durante la battaglia, Chrysalis prende il controllo di Sublimazione, che tramite il suo visore, lancia delle Antikuma capaci di indebolire i poteri di Chat Noir. Tuttavia, Ladybug riesce a deakumizzarla. Rendendosi conto che il Lucky Charm non doveva essere usato nella battaglia, ma era rivolto a lei, Marinette comprende di essere la causa di tutto e si scusa con Sublime sia come Ladybug che come sé stessa. Successivamente, Sublime partecipa di nuovo alla corsa, battendo il suo record, e quando Bob Roth decide di sponsorizzare la famiglia Bartlett rifiuta l'offerta a causa di una richiesta assurda da parte sua, ovvero far indossare delle scarpe da corsa alla ragazza, cosa che ovviamente non è possibile fare. Alla fine, Marinette diventa una vera amica per Sublime, e la sua famiglia si rivolge a Tomoe Tsurugi per ottenere una sponsorizzazione più adeguata.

## Daddycop
- Titolo originale: Daddycop
- Scritto da: Thomas Astruc, Pierre Doublier e Sébastien Thibaudeau
- Storyboard: Joanna Celse, Louise Reynaud, Lucie Gardes, Manon Desveaux e Céline Foriscetti

### Trama
Marinette, in occasione della stella Hoa Tinh che sarà in congiunzione con Giove, organizza una festa per il suo centesimo bacio con Adrien, ma cade anche nello stesso giorno di una serata film con le sue amiche. Le cose si complicano quando Sabrina ha problemi di autostima da quando Chloé è andata a Londra soprattutto perché i suoi compagni ricordano ancora le cattiverie che faceva per conto di Chloé, così Zoé la invita alla serata film, e chiede il permesso a Marinette se può venire, ma lei ascolta a malapena e fraintende la conversazione. Quando Adrien scopre che Marinette ha organizzato due appuntamenti diversi la stessa sera, le dice che avrebbe rifiutato l'invito e che deve mantenere la promessa fatte alle sue amiche, ma lei spera lo stesso che lui venga a condividere la serata. Quando Sabrina si presenta, Marinette pensando che sia Adrien, la "manda via", rendendo Sabrina triste che viene quasi akumizzata da Chrysalis ma Sabrina riesce a respingere l'Ultrakuma che viene invece a contatto con Roger, arrabbiato perché le amiche di Sabrina l'hanno respinta, e diventa Papicop, una variante di Rogercop che può costringere le persone ad amare Sabrina. Ladybug assicura a Sabrina che è una brava persona, quindi la recluta come Miss Segugio, che cambia il suo outfit. Insieme a Pegasus, gli eroi distruggono l'auto corazzata di Papicop e lo sconfiggono. Marinette in seguito annulla il suo bacio speciale e invece invita formalmente Sabrina alla serata film, scusandosi per averla cacciata via. Il giorno dopo a scuola, Marinette e Adrien si danno il loro centesimo bacio e Sabrina mostra il suo taglio di capelli ricevendo complimenti dai suoi amici, poco dopo Zoé viene avvicinata da un ragazzo di nome Ray che la bullizzava quando frequentava la scuola a New York e la minaccia rivelando ai suoi nuovi amici un suo orribile segreto.

## Dessinatriste
- Titolo originale: Dessinatriste
- Scritto da: Thomas Astruc, Caroline Torelli e Sébastien Thibaudeau
- Storyboard: Joanna Celse, Louise Reynaud, Lucie Gardes, Sylvie Tang, Manon Desveaux, Jérémy Paoletti e Céline Foriscetti

### Trama
Alya e Marinette cercano invano di scoprire chi sia il nuovo possessore del Miraculous della Farfalla. Durante un appuntamento con Nino e Adrien, Marinette si comporta goffamente con Adrien, non sapendo come comportarsi. Volpe Rossa e Carapace dopo aver salvato i passeggeri di un pullman in pericolo, una volta ritrasformati lasciano Marinette e Adrien al cinema per cercare informazioni sul portatore del Miraculous della Farfalla, ma scoprono solo che può parlare con più voci sovrastanti. Marinette, imbarazzata da un tentativo romantico fallito, si trasforma in Ladybug per compiere missioni al posto di altri eroi (dato che aveva detto alla squadra che dovevano intervenire per missioni normali e combattere contro gli akumizzati solo se fosse stata lei a chiamarli), facendo mancare l'appuntamento con Adrien, che diventa Chat Noir per seguirla e chiedere spiegazioni. Nel frattempo, Kaya, una bambina ignorata da suo padre e dai clienti a cui vuole mostrare i suoi schizzi, viene akumizzata da Chrysalis in Illustrastiosa, una supercattiva che può rendere reali i suoi disegni. Ladybug e Volpe Rossa usando rispettivamente il Lucky Charm e l'Illusione ingannano Illustrastiosa con un kit da disegno "magico", così Ladybug distrugge l'Ultrakuma e riporta tutto alla normalità, ma purtroppo la voce che Kaya ha sentito era contraffatta e questo rende ancora più ignota l'identità del nuovo possessore del Miraculous della Farfalla. Quella sera, Marinette per precauzione chiede a Tikki di dare ad Alya un Kwagatama per succederla come nuova guardiana e accedere ai suoi ricordi in caso le succedesse qualcosa. Il giorno dopo al cinema, Marinette si scusa con Adrien per il suo comportamento, e lui la rassicura, dicendo che anche lui sta imparando a gestire il loro amore.

## La Redresseuse
- Titolo originale: La Redresseuse
- Scritto da: Thomas Astruc, Pierre Doublier e Sébastien Thibaudeau
- Storyboard: Louise Reynaud, Lucie Gardes, Sylvie Tang e Jérémy Paoletti

### Trama
Nathaniel e Marc creano un fumetto fantasy, che parla dell'amore di due cavalieri. Ma Nathaniel dubita che abbia successo, soprattutto perché sua madre Shirel, vorrebbe che si dedicasse ad arti più serie come l'architettura. Mentre i genitori di Nathaniel hanno da ridire sul suo "hobby", i genitori di Marc appoggiano le idee e la passione del figlio. Nonostante il fumetto sia piaciuto a Marinette e ai suoi amici, Shirel lo scopre e lo costringe a smettere di perdere tempo con una cosa non artistica, distrugge il suo lavoro e si appresta a ritirarlo dalla scuola. Shirel viene akumizzata in Redresseuse, un cavaliere il cui righello triangolare può marchiare le persone e costringerle a fare esattamente quello che dice e la prima cosa che fa è marchiare Marc e ordinargli di andarsene. Marinette si trasforma e ingaggia uno scontro contro Redresseuse, permettendo a Nathaniel di liberarsi; questi, non accettando il comportamento della madre, si trasforma in Caprikid e va in aiuto di Ladybug che sta combattendo contro Chat Noir, che è stato soggiogato da Redresseuse. Mentre Ladybug fa esca facendosi colpire da Redresseuse, Caprikid la priva del suo righello e la sconfigge usando il suo potere contro di lei. A fine scontro Ladybug le dona un Magical Charm ricordandole che il compito di un genitore non è imporre il percorso ai propri figli ma aiutarli a crescere. Alla fine Marc e Nathaniel riescono a far piacere il fumetto a Shirel trasmettendole le emozioni che racchiude. Intanto Marinette a causa di un brutto raffreddore non ha il coraggio di stare vicino ad Adrien e quest'ultimo, credendo che sia l'odore di formaggio che emana, cerca di trovare una soluzione per avvicinarla mettendosi addirittura tre intere boccette di profumo; Marinette prende il coraggio e gli fa capire che non era lui il problema, ma lei, che quando starnutisce, provoca una specie di forte vento, ma lui le ribadisce che la ama lo stesso. Più tardi, Marc e Nathaniel dopo questa vicenda si rivelano le loro rispettive identità segrete di supereroi.

## El Toro de Piedra
- Titolo originale: El Toro de Piedra
- Scritto da: Thomas Astruc, Caroline Torelli e Sébastien Thibaudeau
- Storyboard: Lucie Gardes, Louise Reynaud e Sylvie Tang

### Trama
Marinette e i suoi amici organizzano un concerto per ringraziare gli insegnamenti della sindaca Bustier quando era un insegnante. Durante le prove, Marinette e Adrien rovistano tra gli scatoloni d'infanzia di quest'ultimo trovando oggetti che ricordano ad Adrien i momenti felici della sua infanzia, prima che suo padre diventasse freddo e distante; tra le altre cose, Marinette trova nascosta una lettera di Gabriel indirizzata ad Adrien che spiega la sua identità di Monarch al figlio e di come volesse che lui continuasse il suo progetto di ottenere i Miraculous della Coccinella e del Gatto Nero per esprimere il desiderio di riportarlo in vita insieme a Émilie, e la mostra a Nathalie. Quest'ultima vorrebbe distruggere la lettera per proteggere Adrien da questa terribile verità, ma Marinette crede che sia essere Adrien stesso a dover decidere, visto che per tutta la vita è sempre stato Gabriel a prendere decisioni per lui. Nel frattempo, Ivan si sente distante da suo padre, Raúl, un noto criminale, un tempo conosciuto come "El Toro", nonostante sia in riabilitazione grazie al programma della signorina Bustier "Nuova Occasione". Quando Ivan si rifiuta di partecipare a una rapina per rubare la Monnalisa, dove suo padre lavora come addetto alla sicurezza, Raúl viene akumizzato in Toro De Piedra, con il potere di trasformare le persone in tori di pietra quando vengono colpite dalla sua frusta. Ivan chiama Ladybug, e la informa che vuole rinunciare ad essere Minotaurox perché sente di non essere degno di fiducia a causa di ciò che ha fatto suo padre, ma lei gli fa cambiare idea spiegandogli che lui è un bravo ragazzo e riconsegna il Miraculous ad Ivan, e insieme a Chat Noir sconfiggono Toro De Piedra. La polizia vorrebbe riportare Raúl in prigione per il caos causato, ma Ladybug la convince a non farlo, e Raúl dopo aver ascoltato le parole di Minotaurox promette di redimersi per il bene di suo figlio. Durante l'attacco Ultrakuma, il concerto è stato salvato con successo da Juleka, che si esibisce come solista a causa di problemi tecnici (Luka si trovava in Brasile e doveva suonare in live ma non è stato possibile). Più tardi Marinette vuole dare la lettera ad Adrien, ma vedendo così felice di ricordare i momenti buoni con suo padre ci ripensa. Nel frattempo Nathalie rivela di far parte di una società segreta: i suoi 12 membri sono a conoscenza sia dell'identità segreta di Gabriel, anche lui membro della società, sia del fatto che Ladybug ha mentito al mondo, e vorrebbero completare la missione Mondo Perfetto, capitanata da suo padre, che desidera impossessarsi dei Miraculous della Coccinella e del Gatto Nero.

## Monsieur Agreste
- Titolo originale: Monsieur Agreste

## Revelator
- Titolo originale: Revelator
- Scritto da: Thomas Astruc, Caroline Torelli e Sébastien Thibaudeau
- Storyboard: Lucie Gardes, Louise Reynaud, Jérémy Paoletti e Sylvie Tang

### Trama
In un flashback (dopo gli eventi della fine della quinta stagione) Ladybug e Chat Noir allenano i loro amici supereroi sottoponendoli a un particolare addestramento per far evolvere i loro poteri, come hanno fatto loro, permettendo loro di usare i loro poteri speciali in maniera illimitata senza ritrasformarsi, per poi ribattezzare la loro squadra come i Miraculer. Poco tempo dopo le gesta dei Miraculer sono raccontati da Alya sul suo Ladyblog. Anche se quest'ultima vorrebbe pubblicare più notizie e fare del vero giornalismo. La relazione tra Marinette e Adrien prosegue bene, sebbene lui preferisca non essere sotto i riflettori essendolo stato famoso per buona parte della sua vita, e i due sono ormai la coppia più famosa di Parigi. Purtroppo da qualche tempo Vincent Aza sta diffondendo false notizie secondo cui Marinette starebbe manipolando Adrien sfruttando la loro storia per mettere le mani sull'impero di moda di Gabriel Agreste. Marinette e Adrien vorrebbero parlargli per chiedergli di ritrattare tutte le notizie diffuse, ma Alya non si fida perché Vincent lo definisce un influencer a cui non interessa la verità ma avere più follower possibili sul suo canale. Nonostante ciò Adrien e Marinette vogliono incontrarlo e parlarci sotto la supervisione di Placide e Tom. Vincent propone ai due di fare un'intervista per spiegare come stanno le cose: Marinette e Adrien gli raccontano tutto a cominciare dal loro primo incontro fino a quando si sono innamorati; a fine intervista sperano che Vincent mantenga la parola e chiarisca il malinteso, e invece lui modifica il video dell'intervista, facendo apparire Marinette come una ragazza crudele che sfrutta l'amore di Adrien per i propri interessi personali. Davanti a questa ingiustizia Alya si trasforma in Volpe Rossa e usa il suo potere dell'illusione per farsi passare per una fan di Vincent che vorrebbe imparare come essere "una influencer come lui". Vincent davanti alle lusinghe, confessa tutta la verità dietro i suoi video: che alla gente non importa della verità, ma solo di avere qualcosa con cui scacciare la noia delle loro vite e li definisce degli stupidi. Il tutto viene ripreso da Ladybug grazie a una videocamera nascosta, apparentemente un suo Lucky Charm, che registra l'intera conversazione. Una volta ottenute le prove che le servivano Alya carica il video sul Ladyblog smascherando Vincent davanti a tutta Parigi. La sua frustrazione viene percepita da Chrysalis che lo akumizza in Rivelatore, una variante di Digital, conferendogli il potere di ottenere i segreti più nascosti di tutti coloro che verranno colpiti da un laser da lui sparato dall'occhio espellono una sfera con all'interno il loro segreto, per poi poterli diffondere sul web rendendoli alla portata di tutti tramite i dispositivi elettronici. L'obiettivo di Rivelatore è Alya, che ha rivelato a tutti il suo segreto. Alya e Marinette che hanno visto la notizia in diretta si trasformano per intervenire insieme a Chat Noir. Mentre combattono, Rivelatore riesce a colpire Ladybug con l'intenzione di scoprire la sua identità segreta, successivamente colpisce anche Chat Noir che però distrugge la sfera, contenente il suo segreto sulla sua identità, con il suo Cataclisma; prima che Rivelatore riesca a prendere la sfera con il segreto di Ladybug, Volpe Rossa crea l'illusione di più sfere. Credendo che lei e Marinette non avessero nessun segreto tra di loro Volpe Rossa guarda nella sfera e vede il suo segreto: il fatto che lei abbia nascosto ad Adrien che suo padre era in realtà Monarch. Indignata che non le abbia detto niente e abbia mentito a tutto il mondo, usando il suo Miraggio crea un'illusione di loro due intente a combattere Rivelatore insieme a Chat Noir. Volpe Rossa prende da parte Ladybug per avere delle risposte, e quest'ultima spiega che non sapendo l'identità di Chat Noir non lo ha detto nemmeno a lui temendo che lo potesse dire ad Adrien. Volpe Rossa è delusa che lei abbia preso questa decisione per Adrien, dicendo che non spettava a lei decidere cosa Adrien, e che lui deve sapere la verità su Gabriel, anche se sarà dolorosa; e adesso che pure Alya sa la verità è costretta anche lei a mentire, il che non sopporta dover fare. Quando Rivelatore colpisce le illusioni di Ladybug e Volpe Rossa le due lo colgono di sorpresa deakumizzandolo; sebbene le cose vengano riparate dal Lucky Charm, Volpe Rossa ricorda ancora il segreto di Marinette, così Ladybug suggerisce a Chat Noir di usare il suo Cataclisma per riparare le cose, essendo che non c'era niente di effettivamente rotto da riparare ma soltanto qualcosa da cancellare. Così concentrandosi abbastanza riesce a evolvere il suo potere usando per la prima volta il "Miraculous Chat Noir" cancellando i ricordi dei segreti svelati da Rivelatore. Ladybug dà a Vincent un Magical Charm e gli consiglia di smettere di mentire e dire la verità. Questa lotta ha dato a Chrysalis la prova che anche Ladybug ha mentito e intende sfruttare la cosa. A fine giornata, sebbene non ricordi nulla, Alya nota che Marinette è giù di morale e capisce che le sta nascondendo qualcosa. Così Marinette le rivela che il motivo per cui è triste è perché c'è qualcosa di molto importante che non può dirle e teme che per questo lei possa odiarla, ma Alya le ricorda che lei fa sempre scelte per il bene delle persone e non per il suo e che qualsiasi cosa accadrà sarà sempre lì per lei. Quella sera Alya è molto preoccupata per la cosa, dicendo a Trixx di voler scoprire come poter aiutare Marinette.